# 세풀투라
세풀투라(포르투갈어: [se.puw.ˈtu.ɾɐ], 뜻: "무덤")는 브라질 벨루오리존치에서 결성된 헤비 메탈 밴드이다. 1984년 막스 카발레라와 이고르 카발레라 형제에 의해 결성되었고 1980년대부터 1990년대 초까지 스래시 메탈과 그루브 메탈 계에서 메이저급 밴드의 위상을 떨쳤다. 그들은 얼터너티브 메탈, 월드 뮤직, 뉴 메탈, 하드코어 펑크, 인더스트리얼 메탈로부터 영향을 받아 여러 음악적 시도를 한 것으로 알려져 있다.
세풀투라는 결성 이후 구성원 내의 변화가 꽤 있는 편이었고 밴드 창립자인 막스 카발레라는 1996년에, 이고르 카발레라는 2006년에 각각 밴드를 탈퇴하였다. 세풀투라의 현재 구성원으로는 보컬 데릭 그린, 기타리스트 안드레아스 키세르, 베이시스트 파울로 주니어(Jr.), 드러머 엘로이 카사그란데가 있다. 2006년에 이고르 카발레라가 탈퇴한 이후, 밴드에 창립 멤버들은 더 이상 남아있지 않다. 1985년부터 세풀투라의 구성원이었더 파울로 주니어는 모든 앨범 제작에 참여한 유일한 구성원이다. 1987년에 자이로 게지스를 교체하여 가입한 키세르는 데뷔 앨범 Morbid Visions (1986)과 스플릿 앨범 Bestial Devastation (1985)를 제외한 모든 스튜디오 앨범 제작에 참여하였다.
세풀투라는 2017년 앨범 Machine Messiah까지 합쳐서 현재까지 총 14개의 스튜디오 앨범을 발매했다. 그들의 대표작으로는 1989년작 Beneath the Remains, 1991년작 Arise, 1993년작 Chaos A.D., 1996년작 Roots가 있다. 세풀투라는 미국에서만 3백만 이상의 앨범 판매량을 기록했고 전세계적으로는 2천만 이상의 앨범을 판매했다. 그들의 앨범 다수는 프랑스, 호주, 인도네시아, 미국, 사이프러스, 그들의 고국 브라질에서 "골드" 등급을 받았다.

## 구성원

Sepultura live at Free & Easy Festival 2015
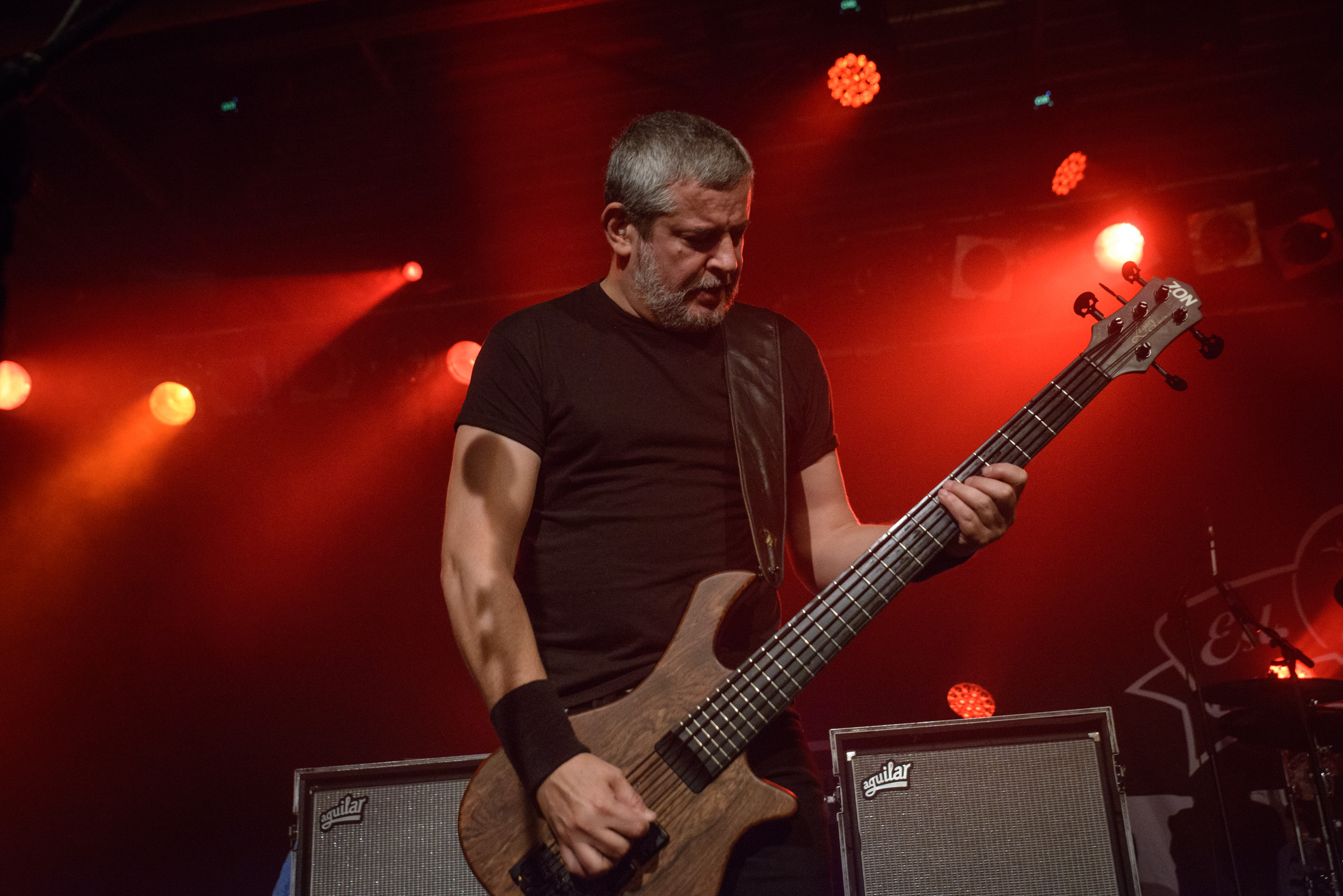
Paulo Jr.
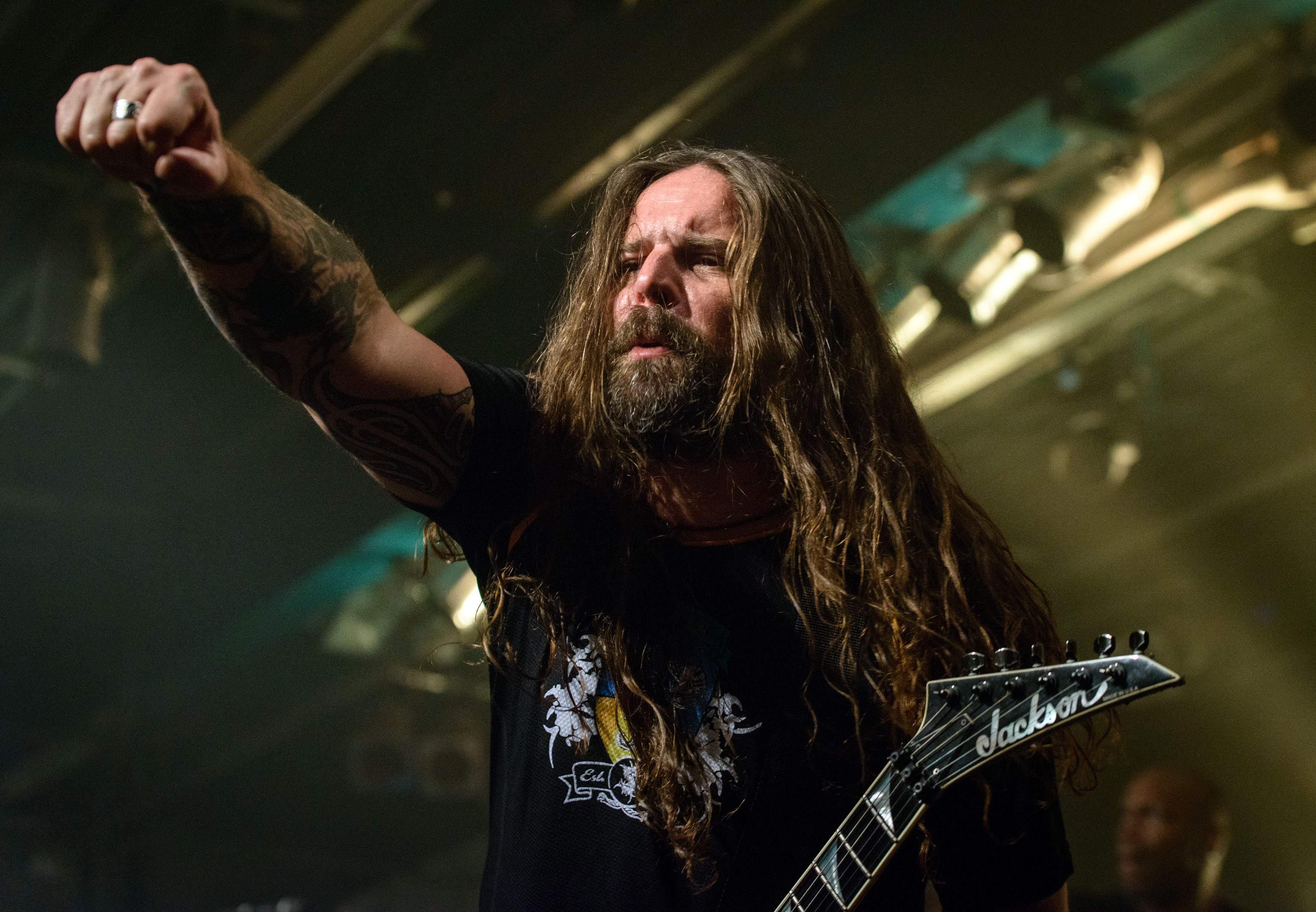
Andreas Kisser
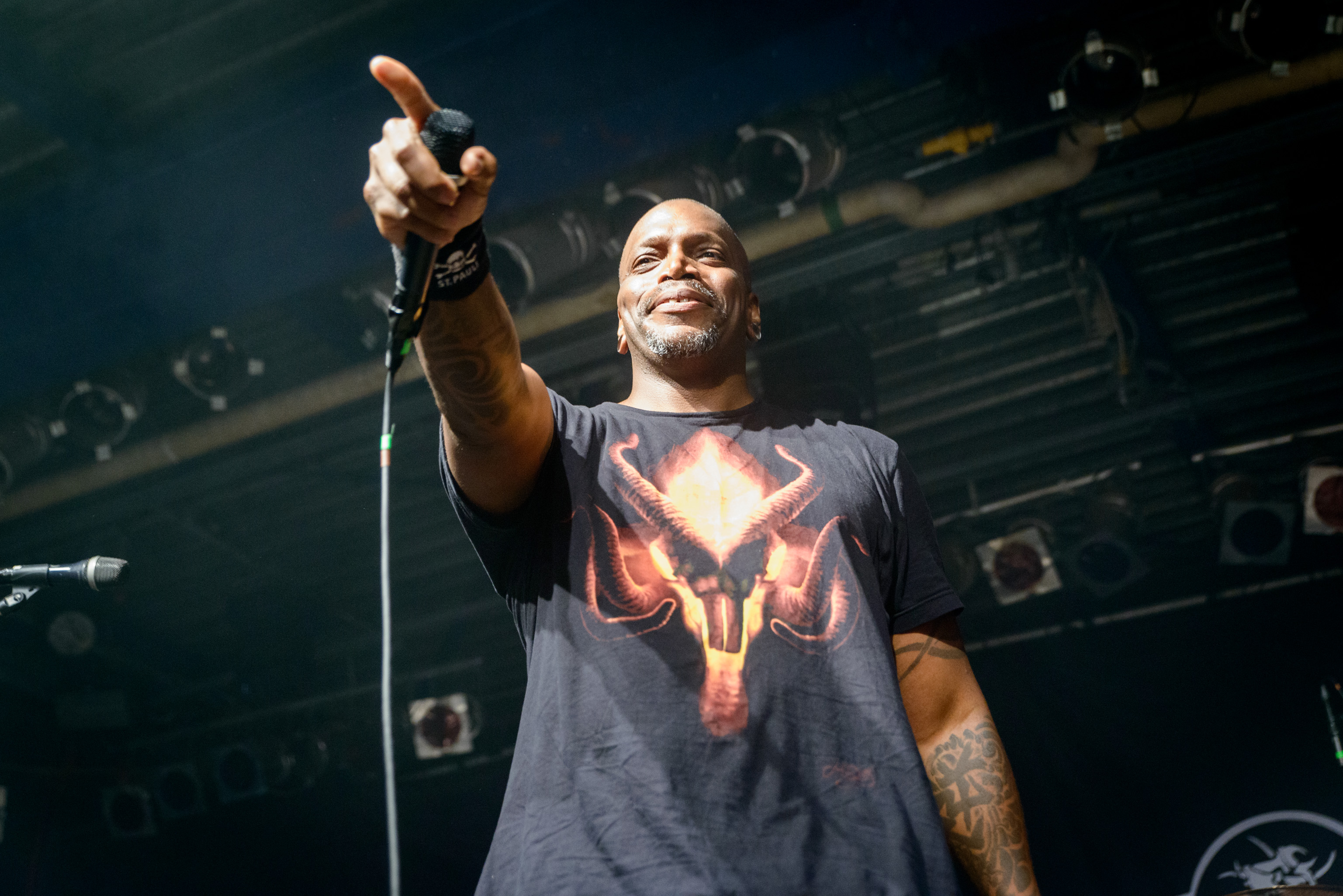
Derrick Green
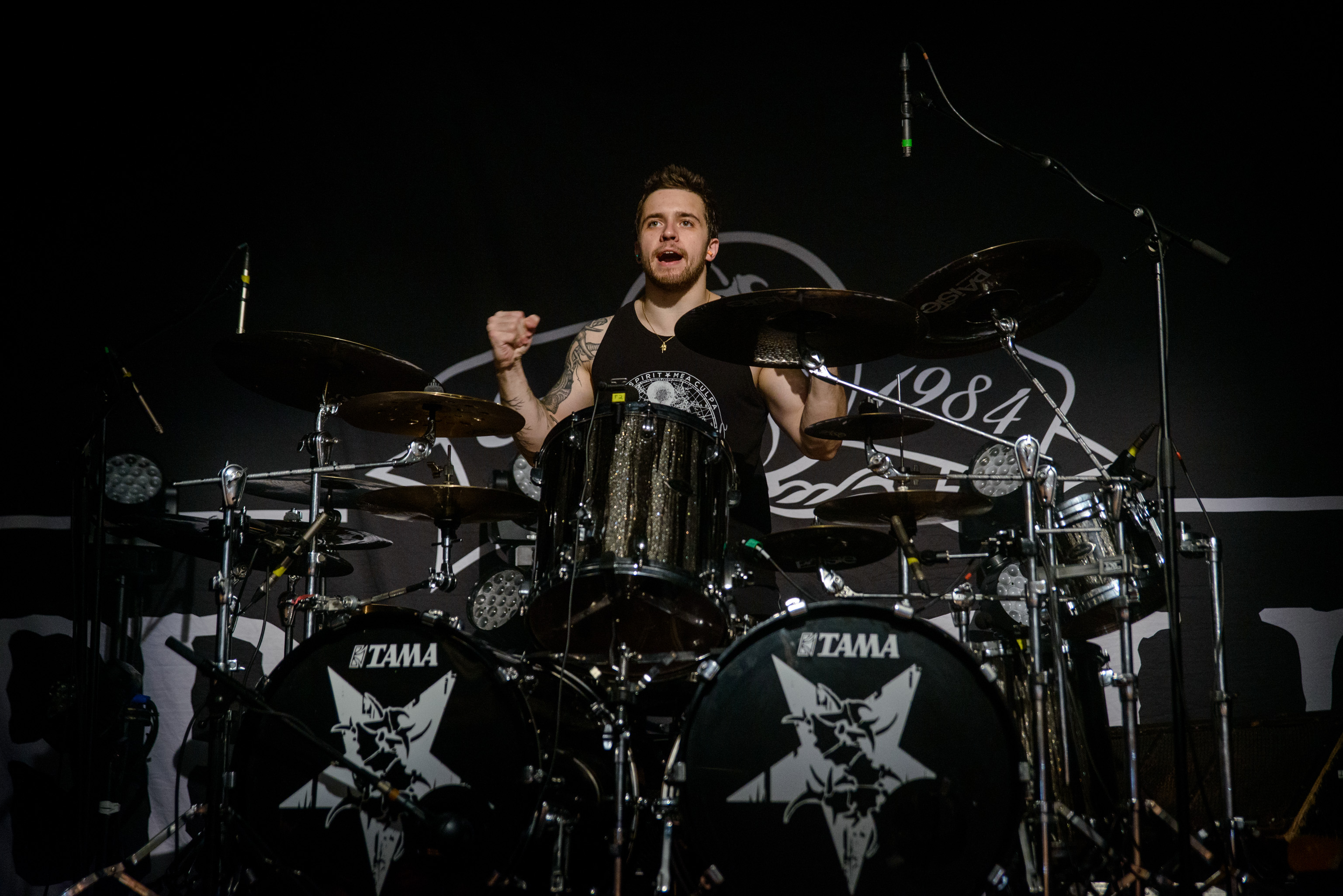
Eloy Casagrande

### 현재 구성원
- 파울로 Jr. - 베이스 (1984-현재), 코러스 (1993-현재)
- 안드레아스 키세르 - 기타, 코러스 (1987-현재)
- 데릭 그린 - 보컬 (1997-현재), 리듬 기타 (1997-2005)
- 그레이슨 네크루트만 - 드럼,퍼커션 (2024-현재)

### 이전 구성원
- 바그너 라모니르 - 보컬, 리듬 기타 (1984-1985)
- 로베르투 라판 - 베이스 (1984)
- 막스 카발레라 - 보컬, 리듬 기타 (1985-1997), 리드 기타, 코러스 (1984-1985)
- 이고르 카발레라 - 드럼, 퍼커션 (1984-2006)
- 자이루 게지스 - 리드 기타 (1985-1987)
- 진 돌라벨라 - 드럼, 퍼커션 (2006-2011)
- 엘로이 카사그란데 - 드럼, 퍼커션 (2011-2024)

## 음반
- Morbid Visions (1986)
- Schizophrenia (1987)
- Beneath the Remains (1989)
- Arise (1991)
- Chaos A.D. (1993)
- Roots (1996)
- Against (1998)
- Nation (2001)
- Roorback (2003)
- Dante XXI (2006)
- A-Lex (2009)
- Kairos (2011)
- The Mediator Between Head and Hands Must Be the Heart (2013)
- Machine Messiah (2017)
- Quadra (2020)